# Соловьиха (Алтайский край)
Соловьиха — село в Петропавловском районе Алтайского края. Административный центр и единственный населённый пункт Соловьихинского сельсовета.

## География
Расположено на берегах реки Соловьихи. Абсолютная высота — 260 метров над уровнем моря.

## История
Основано в 1860 году. В 1926 году в селе Соловьихинском имелось 465 хозяйств и проживало 3064 человека (1500 мужчин и 1564 женщины). В национальном составе населения того периода преобладали русские. Действовали школа I ступени и лавка общества потребителей. В административном отношении являлось центром Соловьихинского сельсовета Михайловского района Бийского округа Сибирского края.

## Население
| 1926 | 1998 | 1999 | 2000 | 2001 | 2002 |
| ---- | ---- | ---- | ---- | ---- | ---- |
| 3064 | ↘916 | ↗922 | ↘877 | ↘870 | ↘833 |
| 2003 | 2004 | 2005 | 2006 | 2007 | 2008 |
| ↗851 | ↘801 | ↘785 | ↘748 | ↗775 | ↗789 |
| 2009 | 2010 | 2011 | 2012 | 2013 | 2014 |
| ↗802 | ↘768 | ↘764 | ↘735 | ↗745 | ↘680 |
| 2015 | 2016 | 2017 | 2018 | 2019 | 2020 |
| ↘674 | ↘663 | ↘640 | ↘634 | ↘619 | ↘591 |
| 2021 |      |      |      |      |      |
| ↘578 |      |      |      |      |      |

Национальный состав
Согласно результатам переписи 2002 года, в национальной структуре населения русские составляли 96 %.